# Карлос Жерману
Карлос Жерману (порт. Carlos Germano, нар. 14 серпня 1970, Домінгус-Мартінс) — бразильський футболіст, що грав на позиції воротаря. По завершенні ігрової кар'єри — футбольний тренер.
Виступав, зокрема, за клуб «Васко да Гама», з яким став володарем Кубка Лібертадорес та переможцем низки національних трофеїв, а також національну збірну Бразилії. У складі збірної — володар Кубка Америки та віце-чемпіон світу.

## Клубна кар'єра
Народився 14 серпня 1970 року в місті Домінгус-Мартінс. Розпочав свою футбольну кар'єру в 1985 році, коли був виявлений тренером «Васко да Гама», який запропонував йому приєднається до молодіжної команди для перегляду. У тому ж році він став першим воротарем молодіжного складу.
Коли основний воротар команди, Акасіо, покинув клуб, Карлос Жерману відразу став основним воротарем першої команди. Він виграв з клубом низку трофеїв і був названий кращим воротарем бразильського чемпіонату в 1997 році. Його перший трофей з «Васко» був здобутий в 1992 році, коли він виграв чемпіонат штату Ріо-де-Жанейро, і менш значимий трофей Кубок Гуанабара. У 1993 році він знову став чемпіоном штату, а у 1994 році він повторив цей успіх, а також вдруге виграв Кубок Гуанабара. У 1997 році Жерману перший і єдиний раз у своїй кар'єрі став чемпіоном Бразилії. У 1998 році «Васко да Гама» з Карлосом у воротах вийшла у фінал Кубка Лібертадорес, де перемогла еквадорську «Барселону» (Гуаякіль) (2:0, 2:1). У тому ж році Карлос знову виграв Кубок Гуанабара та чемпіонат штату, але програв з рахунком 1:2 Міжконтинентальний кубок мадридському «Реалу». Загалом за клуб Жерману грав до 1999 року, зігравши зп цей час 119 матчів у бразильській лізі.
У 1999 році у нього почалися розбіжності з президентом «Васко», Антоніо Соаресом Калсадою, і він покинув клуб. Він підписав чотирирічний контракт з «Сантосом» в 2000 році, але вже через рік клуб не зміг виплатити всю суму контракту, і він став вільним агентом.
У 2001 році Жерману перейшов у «Португезу Деспортос», де, як і в «Сантосі», провів лише один сезон.
У 2002 році він повернувся в Ріо і грав за «Ботафогу», але команда в першому ж сезоні вилетіла до Серії В, тому Карлос перейшов у «Пайсанду» (Белен), де провів наступний сезон.
З 2004 року грав за клуби з Ріо-де-Жанейро — «Америку», рідну «Васко да Гаму» та «Мадурейру».
Завершив професійну ігрову кар'єру в португальському клубі «Пенафіел», за який виступав протягом сезону 2005/06 років, але команда зайняла останнє 16 місце і вилетіла з вищого дивізіону.

## Виступи за збірні
1987 року дебютував у складі юнацької збірної Бразилії, взяв участь у 3 іграх на юнацькому рівні. Карлос представляв свою країну на юнацькому чемпіонаті світу 1987, де Бразилія вилетіла з групи з останнього місця, не забивши жодного гола.
Протягом 1988—1989 років залучався до складу молодіжної збірної Бразилії, разом з якою взяв участь у молодіжному чемпіонаті світу 1989, здобувши бронзові нагороди турніру. А за рік до того, у 1988 році, його взяли воротарем молодіжної збірної Бразилії на чемпіонат Південної Америки, де бразильці стали чемпіонами.
11 жовтня 1995 року дебютував в офіційних матчах у складі національної збірної Бразилії в товариському матчі проти збірної Уругваю. У 1997 році Жерману виграв золоту медаль розіграшу Кубка Америки 1997 року у Болівії, а в наступному році був у заявці команди на Золотому кубку КОНКАКАФ 1998 року у США, на якому команда здобула бронзові нагороди, та чемпіонаті світу 1998 року у Франції, де разом з командою здобув «срібло».
Після «мундіалю», на якому Жерману так і не зіграв жодної гри, воротар більше не зіграв жодного матчу за збірну, хоча ще був у заявці збірної на Кубку конфедерацій 2001 року в Японії і Південній Кореї, де бразильці зайняли четверте місце. Всього протягом кар'єри у національній команді провів у формі головної команди країни 9 матчів, пропустивши 9 голів.

## Кар'єра тренера
Розпочав тренерську кар'єру відразу ж по завершенні кар'єри гравця, 2006 року, ставши тренером воротарів клубу «Португеза Деспортос».
В 2008 році недовго пропрацював з воротарями в «ЦФЗ до Ріо», після чого того ж року перейшов на цю ж посаду в рідне «Васко да Гама», де працював до 2014 року, в кінці якого покинув клуб через зміну керівництва.

## Статистика
| Чемпіонат  | Чемпіонат             | Чемпіонат     | Ліга | Ліга |
| Сезон      | Клуб                  | Ліга          | Ігри | Голи |
| Бразилія   | Бразилія              | Бразилія      | Ліга | Ліга |
| ---------- | --------------------- | ------------- | ---- | ---- |
| 1990       | «Васко да Гама»       | Серія A       | 0    | 0    |
| 1991       | «Васко да Гама»       | Серія A       | 4    | 0    |
| 1992       | «Васко да Гама»       | Серія A       | 1    | 0    |
| 1993       | «Васко да Гама»       | Серія A       | 12   | 0    |
| 1994       | «Васко да Гама»       | Серія A       | 20   | 0    |
| 1995       | «Васко да Гама»       | Серія A       | 21   | 0    |
| 1996       | «Васко да Гама»       | Серія A       | 13   | 0    |
| 1997       | «Васко да Гама»       | Серія A       | 14   | 0    |
| 1998       | «Васко да Гама»       | Серія A       | 15   | 0    |
| 1999       | «Васко да Гама»       | Серія A       | 20   | 0    |
| 2000       | «Сантус»              | Серія A       | 11   | 0    |
| 2001       | «Португеза Деспортос» | Серія A       | 20   | 0    |
| 2002       | «Ботафогу»            | Серія A       | 24   | 0    |
| 2003       | «Пайсанду» (Белен)    | Серія A       | 23   | 0    |
| 2004       | «Америка»             | Серія C       | ?    | ?    |
| 2005       | «Мадурейра»           | Серія C       | ?    | ?    |
| Португалія | Португалія            | Португалія    | Ліга | Ліга |
| 2005-06    | «Пенафіел»            | Прімейра-Ліга | ?    | ?    |
| Країна     | Бразилія              | Бразилія      | 198  | 0    |
| Країна     | Португалія            | Португалія    | 0    | 0    |
| Всього     | Всього                | Всього        | 198  | 0    |

| Збірна Бразилії | Збірна Бразилії | Збірна Бразилії |
| Роки            | Ігри            | Голи            |
| --------------- | --------------- | --------------- |
| 1995            | 3               | 0               |
| 1996            | 2               | 0               |
| 1997            | 3               | 0               |
| 1998            | 1               | 0               |
| Всього          | 9               | 0               |

## Титули і досягнення

### Клуб
- Чемпіон Бразилії (1): 1997
- Чемпіон штату Ріо-де-Жанейро (4): 1992, 1993, 1994, 1998
- Переможець Турніру Ріо-Сан-Паулу (1): 1999
- Володар Кубка Гуанабара (3): 1992, 1994, 1998
- Володар Трофея Ріо (4): 1992, 1993, 1998, 1999
- Володар Кубка Лібертадорес (1): 1998

### Збірні
- Володар Кубка Америки (1): 1997
- Віце-чемпіон світу: 1998
- Чемпіон Південної Америки (U-20): 1988
- Бронзовий призер Золотого кубка КОНКАКАФ: 1998

### Індивідуальні
- Володар Срібного м'яча Бразилії: 1997